# Magnezit
Magnezit (Karsten, 1808), chemický vzorec MgCO3 (uhličitan hořečnatý), je klencový minerál. Název odvozen z chemického složení.

## Původ
- metamorfní – přeměnou serpentinitů (hadců) působením vody s rozpuštěným CO2. Na takovýchto výskytech nacházíme často společně s opálem;
- hydrotermální – metasomatickým zatlačením vápenců a dolomitů za přínosu Mg a odnosu Ca;
- sedimentární – vysrážením z mořské vody při vypařování v mělkých zálivech v aridních oblastech.

## Morfologie
Vzácně klencové krystaly (skalenoedry, romboedry) do velikosti 30 cm. Agregáty běžně hrubě až jemně zrnité, zemité nebo celistvé (porcelánovité).

## Vlastnosti[2]
- Fyzikální vlastnosti: Tvrdost 4–4,5, křehký, hustota 3 g/cm³, štěpnost dokonalá podle {1011}, lom lasturnatý. Před dmuchavkou puká ale netaví se.
- Optické vlastnosti: Barva: Bezbarvý, bílá, šedavě bílá, nažloutlá, narůžovělá, hnědá až černá, bezbarvý v procházejícím světle. Lesk skelný, průhlednost: průhledný až průsvitný, vryp bílý. Luminiscence někdy žlutobílá, zelenobílá, modrobílá. Triboluminiscence.
- Chemické vlastnosti: Složení: Mg 28,83 %, C 14,25 %, O 56,93 %, příměsi Ca, Mn, Fe. Rozpustný v horkých kyselinách.

## Odrůdy
- breunnerit – (Mg,Fe)CO3 – vyšší obsah Fe

## Podobné minerály
- kalcit, dolomit, ankerit

## Parageneze
- mastek, antigorit, dolomit, kalcit

## Získávání
- povrchová těžba – v lomech, pokud ložisko vystupuje na povrch či leží nehluboko pod povrchem. Při tomto způsobu těžby mizí celé kopce nebo vznikají hluboké jámy na straně jedné a vznikají nové kopce z hlušiny na straně druhé.
- podpovrchová (hlubinná) těžba – těžba tzv. "volnou komorou", kdy se v ložisku vyrubají až 30 metrů vysoké dutiny, jejichž strop je podepřen ponechanými pilíři. V tomto případě dochází po čase ke zřícení dutin s následnými projevy: vznik propadlin na povrchu, změny v systému povrchových i podpovrchových vod. Částečně je možné tyto negativní dopady zmírnit zaplněním vyrubaného prostoru hlušinou.

## Využití
Přidává se do průmyslových hnojiv jako složka dodávající rostlinám potřebný hořčík pro růst a zdárný vývoj.
V průmyslu se používá jako žáruvzdorný materiál, odolává teplotám až 1800 °C. Dále je vhodný na výrobu Sorelova cementu pro obráběcí průmysl (brusné kotouče) a stavitelství (štukatura), vyrábí se z něj kovový hořčík a Mg-sloučeniny, elektroizolátory, atd.

## Naleziště
Hojný minerál.
- Česko – Mohelno, Hrubšice
- Slovensko – Lubeník, Jelšava, Hnúšťa, Košice
- Rakousko – Pfitschtal, Kraubath,
- Itálie – Baldissero
- Řecko – ostrov Euboia
- Norsko – krystaly v serpentinitech
- Rusko – Satka
- USA – Chewelah ve státě Washington
- a další